# Speyeria arizonensis
Speyeria arizonensis är en fjärilsart som beskrevs av Henry John Elwes 1889. Speyeria arizonensis ingår i släktet Speyeria och familjen praktfjärilar. Inga underarter finns listade i Catalogue of Life.